# Porta Galliera
Porta Galliera (pôrta d Galîra in bolognese) è una delle porte della terza cinta muraria della città di Bologna.

## Storia
Porta Galliera sorge all'estremità nord del centro storico di Bologna, alla fine dell'attuale via dell'Indipendenza, vicino alla Stazione Centrale, sull'antico cardine massimo della Bononia romana, che conduceva a Corticella e Castel Maggiore, e di lì a Galliera (poi al suo avamposto difensivo verso il Ferrarese). 
Il primo edificio della porta, un cassero a base quadrangolare, venne eretto all'inizio del XIII secolo, quando fu innalzata la cinta, inizialmente una semplice palizzata lignea.
La porta venne riedificata in concomitanza dei lavori per la costruzione della vicina rocca di Galliera, fatta innalzare fra il 1330 e il 1333 dal cardinale Bertrando del Poggetto e destinata ad accogliere papa Giovanni XXII. La rocca fu tuttavia distrutta nel 1334 dalla popolazione bolognese ribellatasi allo stato papale.
Nel 1494, con il passaggio del bucintoro di Giovanni II Bentivoglio, venne inaugurato il canale e il nuovo porto all'interno della Porta.
Nel Seicento la porta fu oggetto di diverse ristrutturazioni e fra il 1661 e il 1663, a causa del cattivo stato delle fondamenta originali, fu completamente ricostruita su disegno di Bartolomeo Provaglia.
La porta fu testimone dell'evento finale dell'insurrezione dell'8 agosto 1848: attraverso di essa, ultima porta rimasta aperta dopo che tutte le altre erano state prese e chiuse dai cittadini, i soldati austriaci fuggirono lasciando la città. Una lapide posta all'interno del fornice ricorda i bolognesi caduti in quella circostanza.
Il 28 agosto 1944, a causa della sua vicinanza alla stazione ferroviaria, la porta venne gravemente danneggiata da un'incursione aerea alleata e successivamente riparata.
Porta Galliera è stata oggetto di diversi restauri: fra il 1933 e il 1934, fra il 2007 e il 2009 (così come le altre porte della terza cinta) e, più recentemente, nel 2019.
A Porta Galliera sono stati ricollocati due altorilievi in bronzo con fauni, opera di Silverio Montaguti, posti in origine nel 1910 nelle fontane del Mercato delle Erbe.

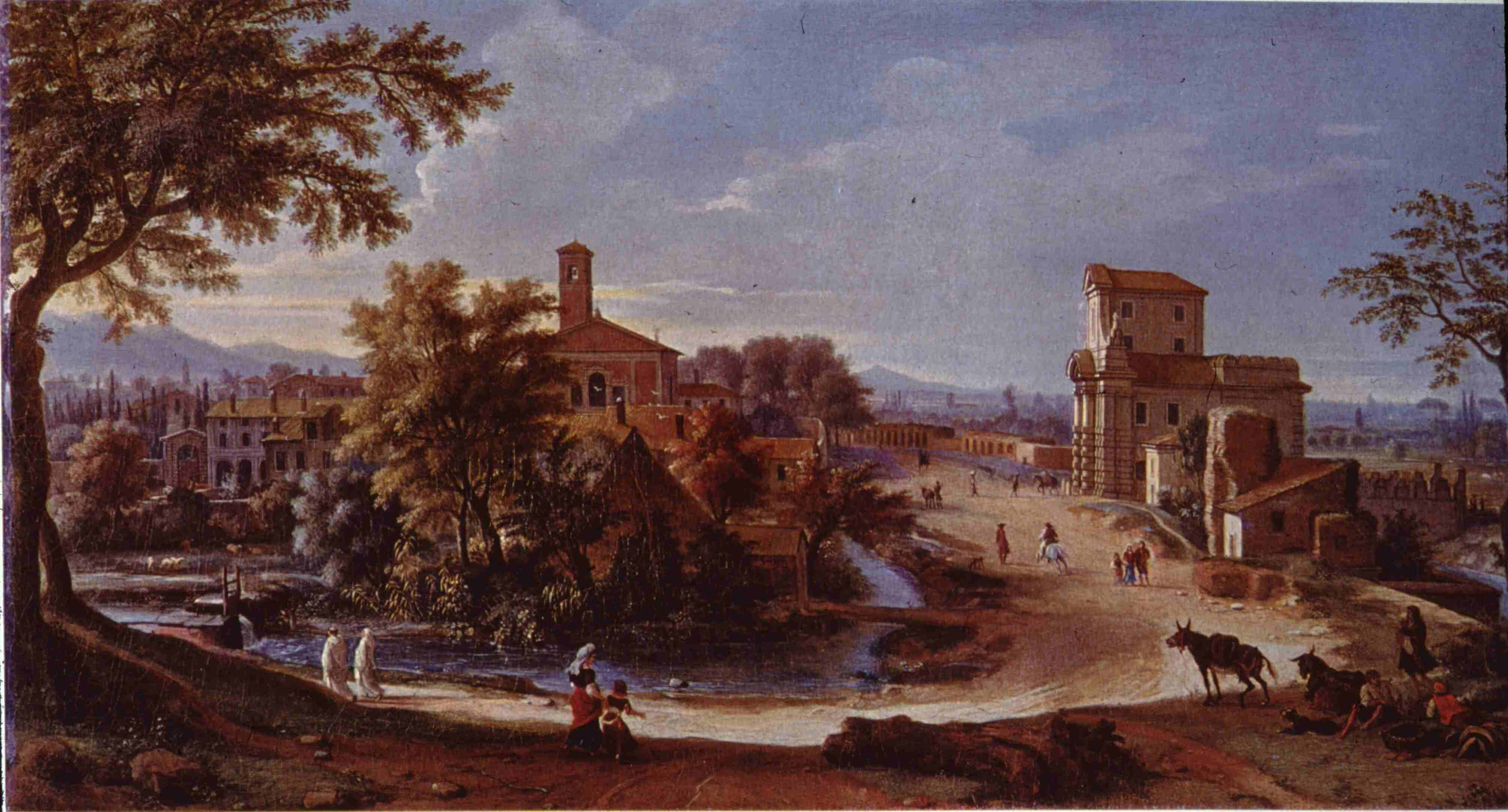
Veduta di Bologna a Porta Galliera, XVII secolo
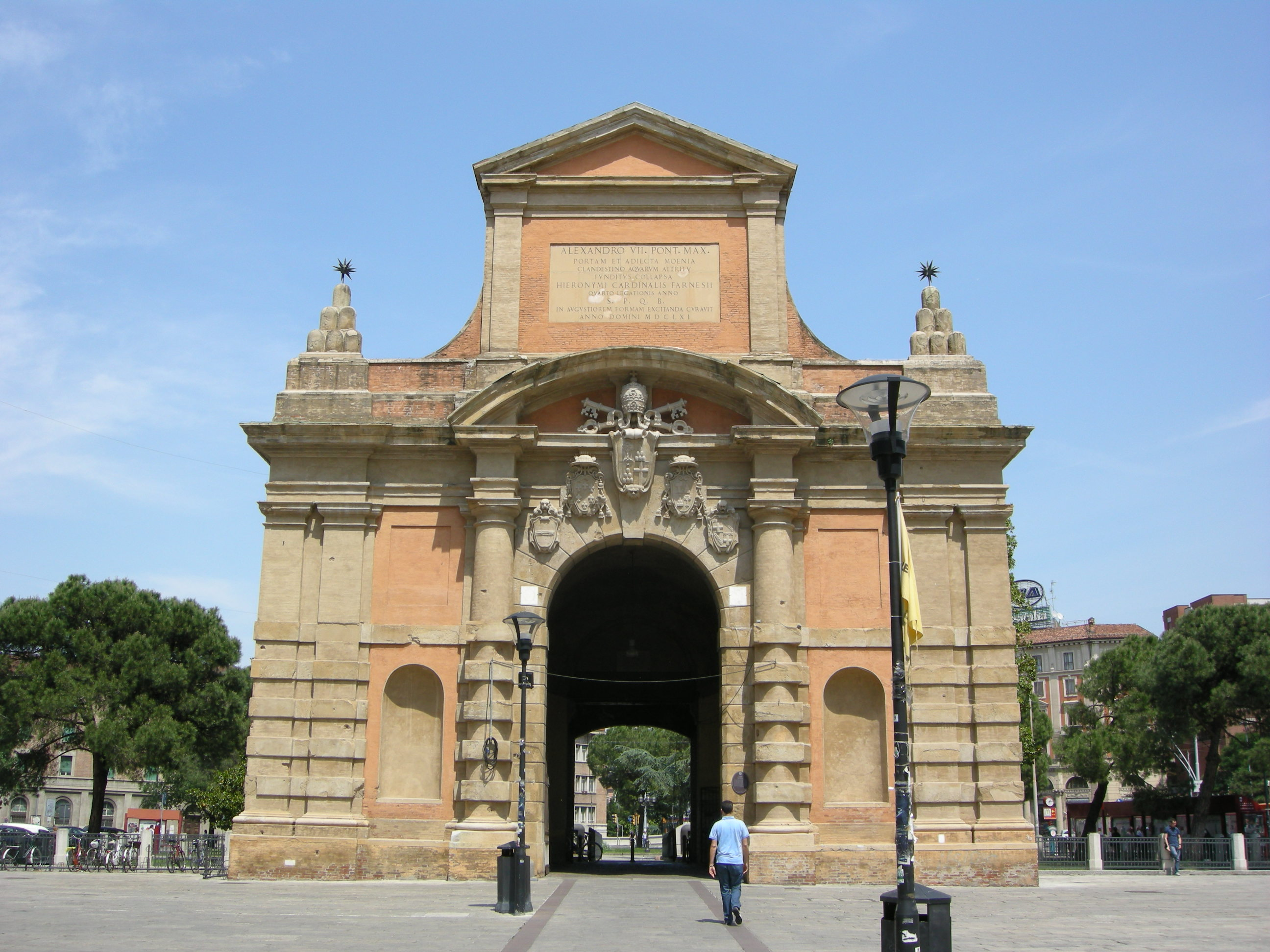
Veduta frontale
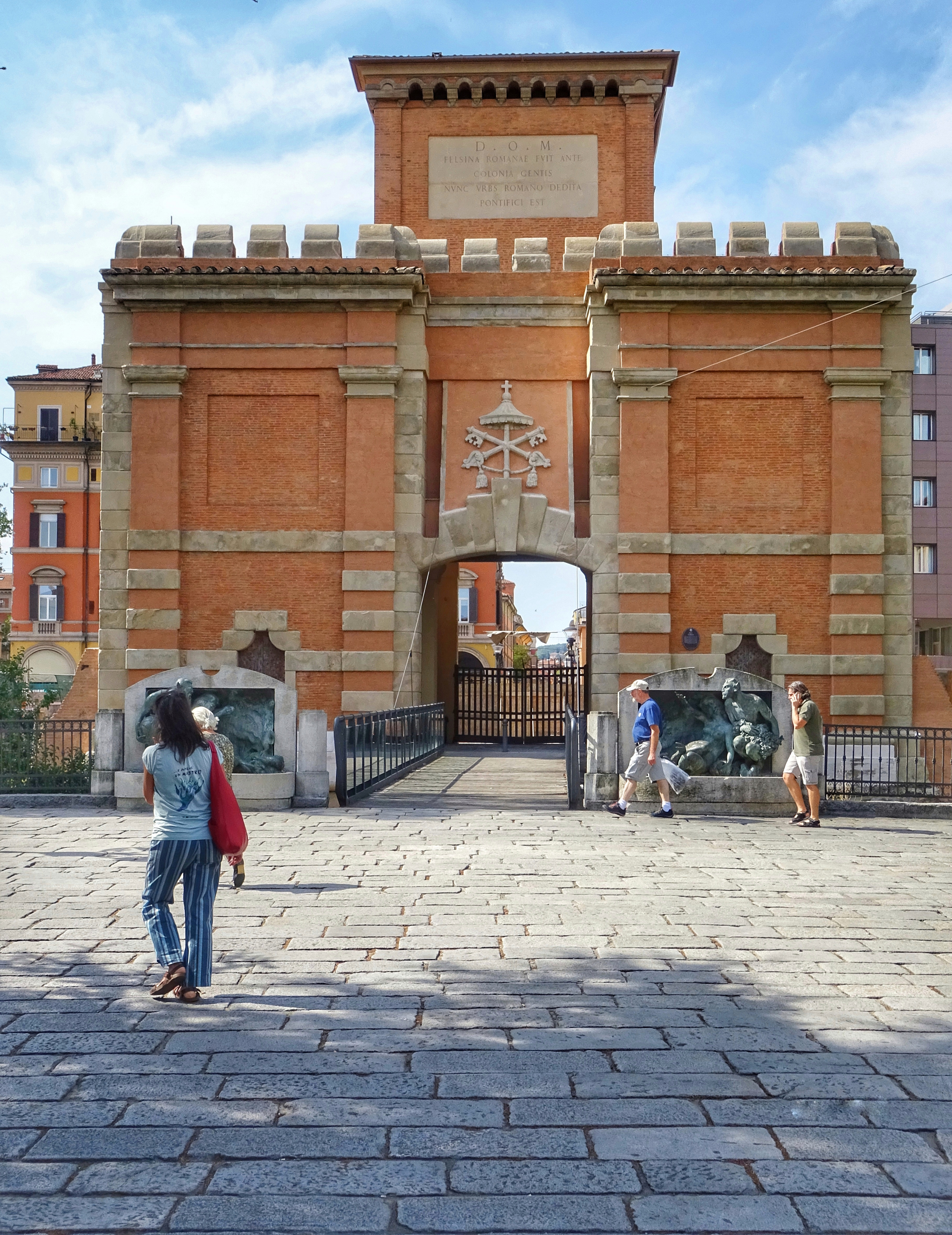
Il retro
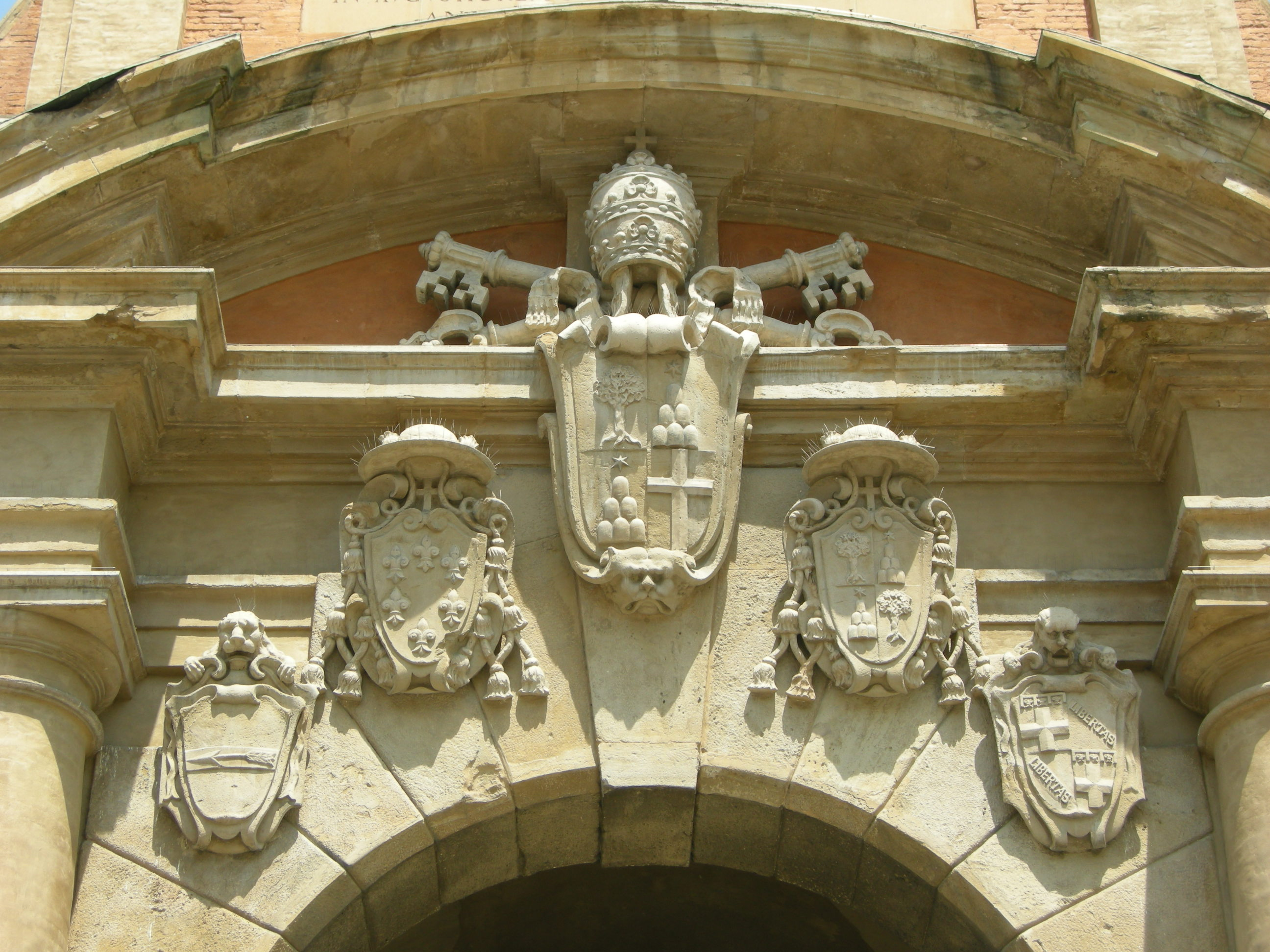
Stemmi del papa Alessandro VII, del cardinale legato Girolamo Farnese, del cardinal nipote Flavio Chigi, di un Bonfioli e del Comune di Bologna
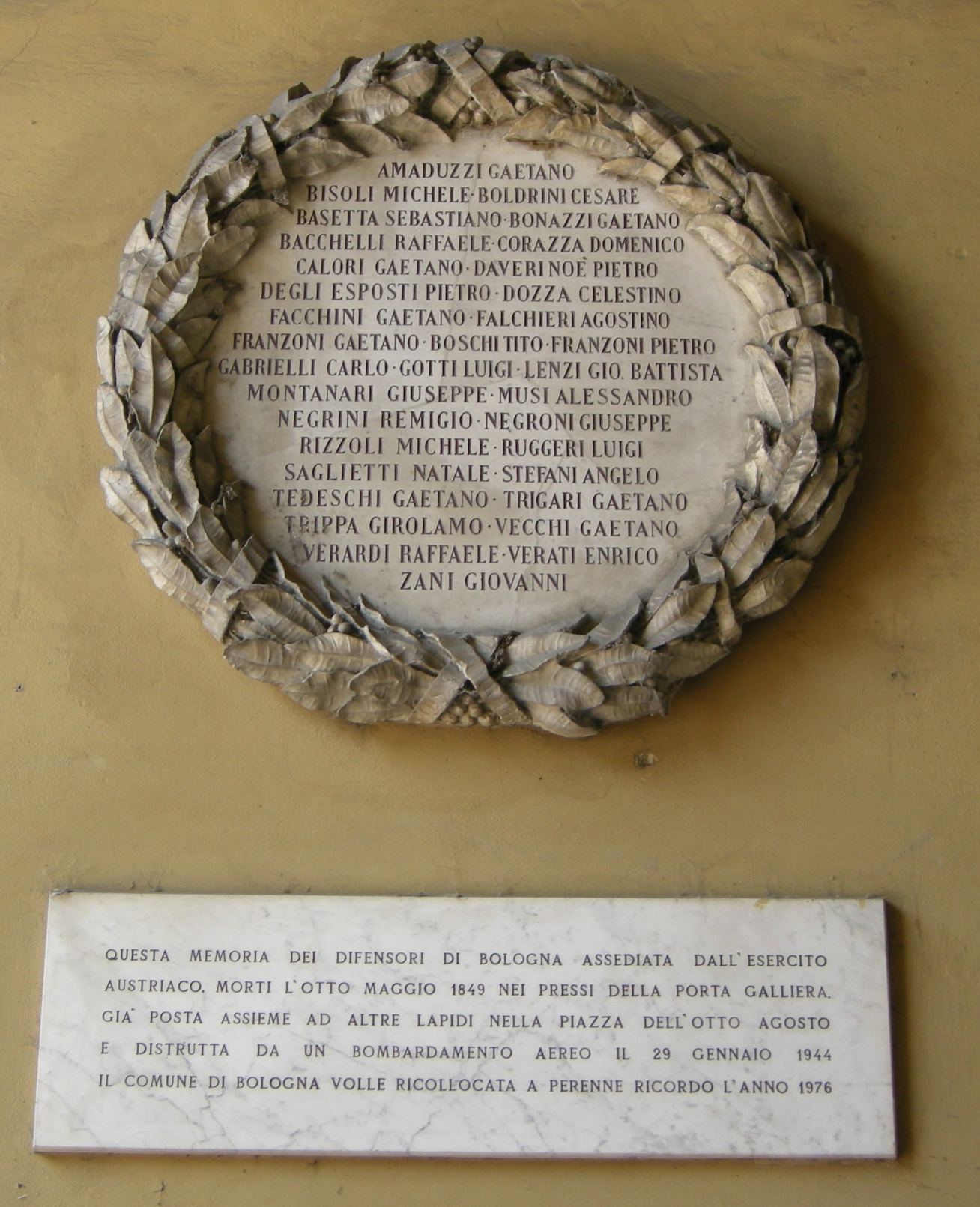
Lapidi sulla porta
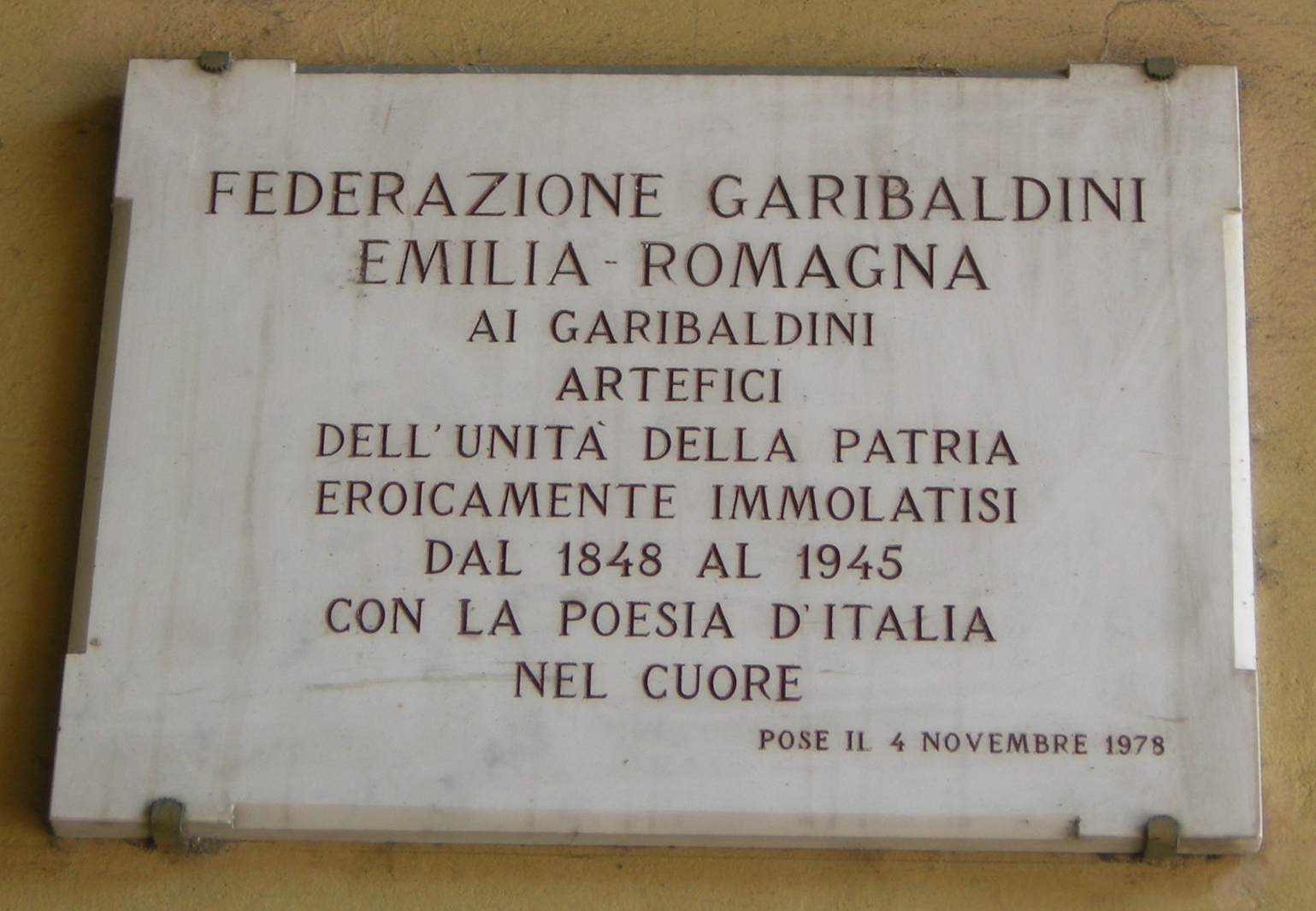
Lapide sulla porta